# Jesberg
Jesberg és un municipi d'uns 2600 habitants situat al districte de Schwalm-Eder, Regió de Kassel, al land de Hessen de la República Federal d'Alemanya.

## Localitats
- Densberg, 469 hab.
- Elnrode-Strang, 294 hab.
- Hundshausen, 273 hab.
- Jesberg (Capital), 1382 hab.
- Reptich, 172 hab.

## Ciutat agermanada
- Wysoka, Polònia, des de 2002